# Luiro
Luiro – rzeka w Finlandii, najdłuższy dopływ Kitinen. Ma 227 kilometrów, co czyni ją siódmą co do długości rzeką w Finlandii. Luiro wypływa z jeziora Luirojärvi na terenie Saariselki, skąd płynie na południe przez tereny gminy Sodankylä (w większości niezamieszkane) i wpada do rzeki Kitinen 7 kilometrów na północ od Pelkosenniemi.
Luiro przepływa przez zbiornik Lokan tekojärvi, jeden z największych w Europie. Mieści się tam także elektrownia wodna.